# 초소수성
소수력 발전(小水力 發電, Small hydro, Small hydro power)은 높이로 인한 수력을 이용해 전기 에너지로 전환하는 발전 방식을 말한다. 강 상류나 다목적 댐의 높이차가 이용된다. 발전(Micro hydro)이라고 부른다.